# Jules Wijdenbosch
Jules Albert Wijdenbosch (Paramaribo, 2 mei 1941 – aldaar, 30 april 2025) was een Surinaams politicus. Hij leidde twee kabinetten, een als premier en een als president.
Hij was een jongere broer van welzijnswerker en politica Jane Wijdenbosch.

## Carrière
Hij was een vakbonds- en jeugdleider en werkte in de haven als douanebeambte. Vervolgens ging hij naar Nederland voor een studie politicologie en bestuurskunde in Amsterdam (UvA). In februari 1975 bracht hij een boekje uit met de titel Schets Surinaamse Republiek Eigen Stijl, waarin hij klassieke regeringsvormen liet vallen en een landsbestuur wilde met veel raden en een grote bevoegdheid voor de president. Het Parool recenseerde dat zijn model in potentie grote spanningen op zou leveren in Suriname. Later, in zijn functie als president, koos hij metterdaad voor een autocratische regeerstijl.
Rond 1978 was hij voorzitter van de Amsterdamse SV Real Sranang. Voor de gemeente Amsterdam was hij een tijdlang deelraadambtenaar. Eind jaren 1970 keerde hij terug naar Suriname.

### Volksmobilisatie en politiek
Tijdens de militaire jaren was hij rond 1984 een functionaris van de Volksmobilisatie en voorman van de Vijfentwintig Februari Beweging, ook wel de eenheidsbeweging Stanvaste genoemd. 25 februari verwijst naar de staatsgreep van 1980, door de militairen een revolutie genoemd.
Tijdens de kabinetsherschikkingen tijdens het militaire regime in Suriname volgden de kabinetten elkaar in snel tempo op. Van 1985 tot 1988 leidde Wijdenbosch het ministerie van Binnenlandse Zaken. Allereerst volgde hij gedurende het kabinet-Udenhout II op 28 juni 1985 Frank Leeflang op als minister van Binnenlandse Zaken, Districtsbestuur en Volksmobilisatie. Aansluitend werd hij van 16 juli 1986 tot 13 februari 1987 minister van Binnenlandse Zaken, Districtsbestuur, Volksmobilisatie en Justitie in het kabinet-Radhakishun, waarin hij onder premier Pretaap Radhakishun ook diende als vicepremier.

### Premier,kabinet-Wijdenbosch I(1987-1988)
Vanaf 13 februari 1987 was hij premier van Suriname en behield hij de portefeuille van Binnenlandse Zaken. Daarnaast had hij de verantwoordelijkheid over Algemene Zaken, Districtsbestuur en Volksmobilisatie. Tot 7 april 1987 had hij ook de leiding over Justitie en Buitenlandse Zaken. Hij bleef aan tot 26 januari 1988, toen na ruim zeven militaire jaren het democratisch gekozen, maar onder militair toezicht instabiele kabinet-Shankar aantrad. Legerleider Desi Bouterse eiste tevergeefs dat Wijdenbosch zou worden opgenomen in het kabinet. Wijdenbosch werd tijdens de verkiezingen van 1987 weliswaar in de Nationale Assemblée gekozen, maar bedankte voor de zetel. In deze jaren was hij lid van de Nationale Democratische Partij (NDP) en werd hij door de Nederlandse media wel omgeschreven als de politieke arm of het politieke gezicht van de Surinaamse legertop.

### Vicepresident,kabinet-Kraag(1991)
Het kabinet-Shankar werd op 25 december 1990 afgezet middels de telefooncoup. Op 29 december werd de regering opgevolgd door interim-president Johan Kraag, met van 7 januari tot 16 september 1991 Wijdenbosch als interim-vicepresident en minister van Financiën.
Na de verkiezingen van 1991 nam hij zitting in de Nationale Assemblée (DNA). Frank Playfair was toen fractievoorzitter en vond samen met Ernie Brunings, de directeur van het wetenschappelijke instituut van de NDP, dat de rol van de militairen in de partij teruggedrongen diende te worden. NDP-erelid Bouterse greep in en liet Playfair in DNA vervangen door Wijdenbosch. Playfair en Brunings lieten het daar niet bij zitten en gingen verder met een afsplitsing. Ruim een jaar later stemde DNA unaniem, dus inclusief Wijdenbosch, in voor de afschaffing van een politieke rol voor het leger. Enkele maanden later benadrukte hij echter dat de binding van de NDP met de militairen een historische werkelijkheid is, waardoor hij zijn partij als de machtigste van het land beschouwde. Bouterse werd in februari 1993 dan ook gekozen tot partijvoorzitter, Wijdenbosch werd vicevoorzitter.

### President,kabinet-Wijdenbosch II(1996-2000)

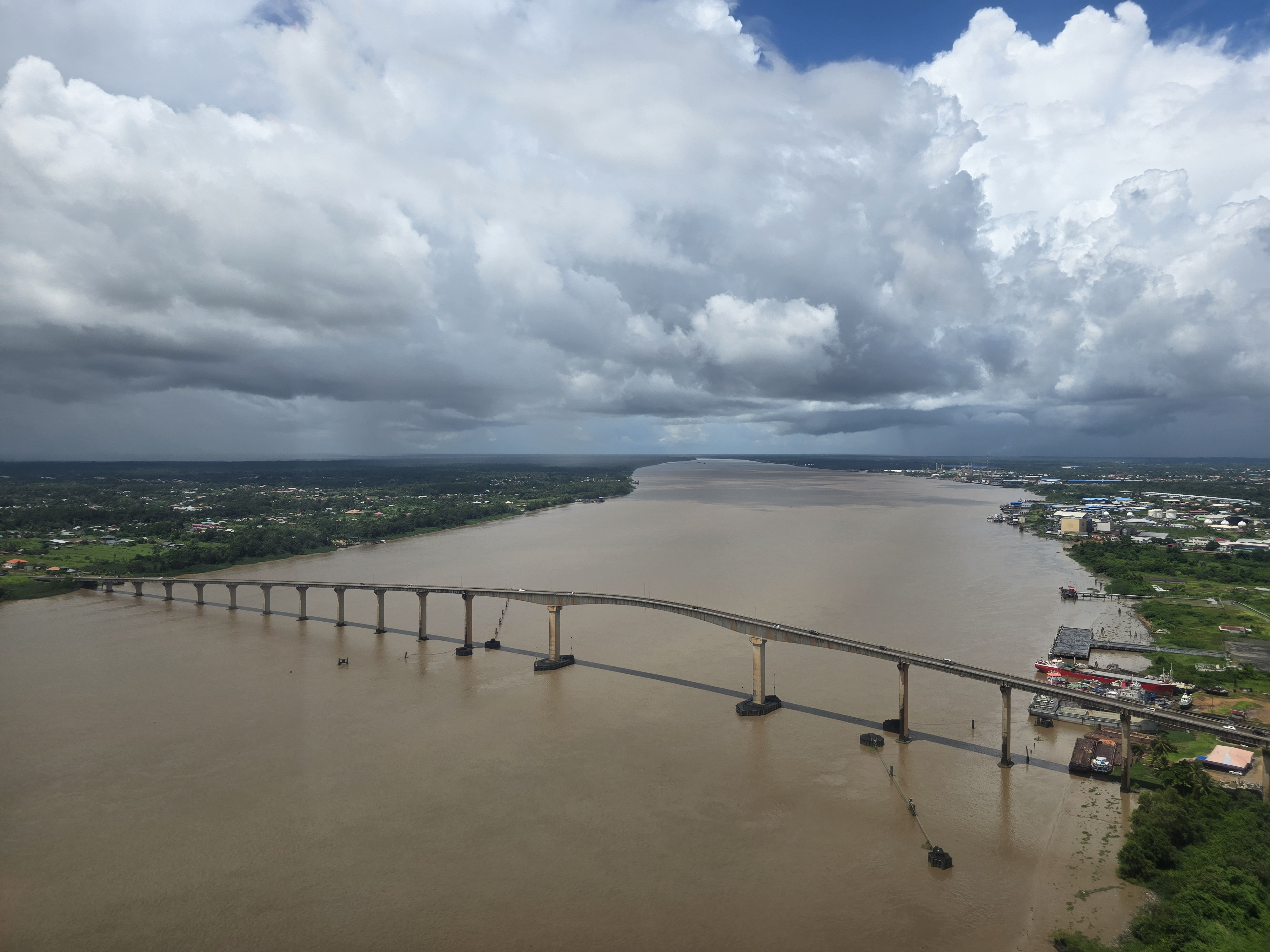
Jules Wijdenboschbrug, 2025

Van 1996 tot 2000 was Wijdensbosch president van Suriname. Zijn kabinet kenmerkte zich opnieuw door een groot aantal herschikkingen. Hij was lid van Bouterses NDP en had Pretaap Radhakishun van de nieuw-gevormde BVD naast zich als vicepresident. In maart 1997 waarschuwde het IMF Suriname al eens dat de stopzetting van het structureel aanpassingsprogramma zou leiden tot stijgende begrotingstekorten, een slechtere betalingsbalans en een hogere inflatie. Verhogingen van de ambtenarensalarissen en pensioenen, om de samenleving rustig te houden, verergerden de situatie alleen maar. Samen met de zeer hoge regeringsuitgaven, zoals de bouw van de naar hem genoemde Jules Wijdenboschbrug, werd de staatsschuld torenhoog en kwamen belangrijke overheidsinstellingen als  ziekenhuizen en scholen in de financiële problemen. Het tekort op de begroting werd volledig gecompenseerd met monetaire financiering, oftewel het bijdrukken van geld. In mei 1999 daalde als gevolg de waarde van de gulden binnen enkele dagen met 40%. In dezelfde maand bracht het IMF een rapport uit over Suriname, waarin de regering ongeschikt werd verklaard om het land te regeren.
Tienduizenden demonstrerende Surinamers eisten Wijdenbosch' aftreden, maar hij weigerde hieraan gehoor te geven. Zelfs na een motie van wantrouwen op 28 mei 1999 in De Nationale Assemblée die werd aangenomen met een stemverhouding van 27 voor en 24 tegen, weigerde hij nog steeds af te treden, omdat hij stelde dat er een twee derde meerderheid nodig was. Daarnaast werd in DNA gestreden om vervroegde verkiezingen. In de nacht van 15 juli gaf Wijdenbosch in DNA toe met vervroegde verkiezingen op 25 mei 2000. Suriname behield hiermee nog een jaar een president die het gezag verloren had. Met het rompkabinet bleef hij aan tot de installatie in augustus 2000 van het kabinet-Venetiaan II.

### Assembléelid (2000-2010)
Nog tijdens zijn presidentschap had Wijdenbosch het Democratisch Nationaal Platform 2000 (DNP 2000) opgericht. Zijn partij verkreeg tijdens de verkiezingen van 2000 twee zetels in De Nationale Assemblée: een voor hem en een voor Yvonne Raveles-Resida. Tevens fungeerde hij tot 2010 als fractieleider van de Volksalliantie Voor Vooruitgang (VVV).

### Sinds 2010
Na het aantreden van Desi Bouterse als president werd Wijdenbosch in 2011 aangesteld als Raadsadviseur van de president voor bestuurlijke en staatsrechtelijke aangelegenheden. Hij bleef actief voor de NDP en in politieke gremia zoals de presidentiële commissie Evaluatie Kiesstelsel, rond 2017/2018.
Op 30 april 2025 overleed Jules Wijdenbosch, twee dagen voordat hij 84 zou zijn geworden.